# 鲁赛罗勒
鲁赛罗勒（法語：Roussayrolles，法語發音：[ʁuseʁɔl]）是法国奧克西塔尼大區塔恩省的一个市镇，属于阿尔比区。

## 地理
鲁赛罗勒（44°6'6"N, 1°50'0"E）面积5.38 平方千米，位于法国奧克西塔尼大區塔恩省，该省份为法国南部内陆省份，北起顺时针与阿韦龙省、埃罗省、奥德省、上加龙省和塔恩-加龙省接壤。
与鲁赛罗勒接壤的市镇（或旧市镇、城区）包括：马尔纳沃、米亚尔、圣米歇尔德瓦、托纳克、瓦乌尔、费内罗勒。

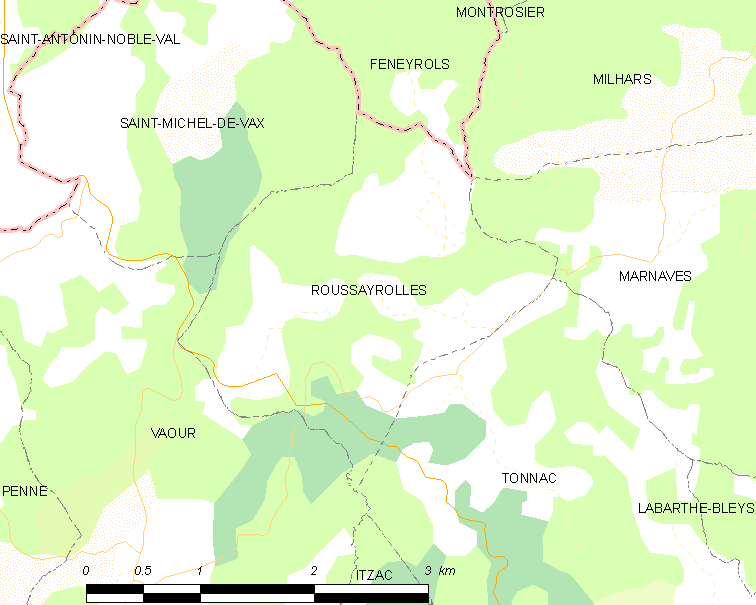
鲁赛罗勒的OSM定位图

鲁赛罗勒的时区为UTC+01:00、UTC+02:00（夏令时）。

## 行政
鲁赛罗勒的邮政编码为81140，INSEE市镇编码为81234。

## 政治
鲁赛罗勒所属的省级选区为卡尔莫第二县。

## 人口

1962-2008年间鲁赛罗勒人口变化图示

鲁赛罗勒于2022年1月1日时的人口数量为85人。